# Жураковский, Геннадий Евгеньевич
Геннадий Евгеньевич Жураковский (4 сентября 1894, Москва — 10 марта 1955 года, Москва) — известный советский учёный-педагог (основные труды по истории педагогики, теории детского коллектива в условиях интерната, в частности, на основе опыта А. С. Макаренко), преподаватель, общественный деятель. Профессор (1939), участник создания АПН РСФСР, член-корр. АПН РСФСР (1945).

## Биография
Геннадий Жураковский родился 4 сентября 1894 г. в Москве в семье учителя. В 1910 г. отец Жураковского за свои революционные выступления был выслан с семьёй из Москвы в административном порядке. По выпуску из гимназии в 1913 г. Геннадий Евгеньевич поступил на отделение «история искусств» историко-филологического факультета Киевского университета и закончил его в 1917 г., затем перешёл на философское отделение по кафедре «история педагогики» (руководители — акад. А. Н. Гиляров и проф. С. А. Ананьян). За выполнение конкурсной работы он был удостоен Толстовской премии и оставлен при Киевском университете в 1919 г. для подготовки к профессорской деятельности.
В 1926 г. Г. Е. Жураковский защитил при Киевском научно-исследовательском институте педагогики диссертацию на тему «История педагогики в связи с историей классовой борьбы» (Ч. I), которая была напечатана в этом же году. В 1927 г. Жураковский был утверждён НКП УССР в звании профессора 2-й группы. В 1933 г. он переехал в Москву, где в 1938 г. защитил вторую диссертацию на учёную степень кандидата педагогических наук при Московском государственном педагогическом институте им. В. И. Ленина. Тема диссертации — «Афинская школа V—IV вв. до н. э.». В 1939 г. Г. Е. Жураковский защитил при том же институте докторскую диссертацию на тему «История античной педагогики».
Геннадий Евгеньевич принимал деятельное участие в организации Академии педагогический наук РСФСР, где был избран в 1945 г. членом-корреспондентом.
Педагогическую деятельность Г. Е. Жураковский начал в 1917 г. преподавателем русского языка, литературы и истории в средней школе г. Киева, где работал до 1924 г., совмещая работу с заведованием Отделом детских домов при Народном Комиссариате социального обеспечения УССР (1918—1920) и руководством большим детским домом. В эти годы были изданы его первые работы: «Постановка воспитательного дела в детских домах» («Социальное обеспечение», 1920, № 1, Киев), «Основы психологии отрочества» («Путь просвещения», 1922, № 8, Харьков). Здесь, очевидно, у Геннадия Евгеньевича складываются истоки тех теоретических и практических интересов, которые потом привели его к глубокому изучению педагогического наследия А. С. Макаренко.
С 1922/23 учеб. года Жураковский начинает преподавать в киевских вузах по педагогике, психологии, методике обществоведения, методике научно-исследовательской работы (для аспирантов).
Переехав в Москву в 1933 г., проф. Жураковский развернул большую и успешно протекавшую преподавательскую и научно-исследовательскую работу в Центральном доме художественного воспитания детей НКП РСФСР, Высшем коммунистическом институте просвещения (ВКИП), в Московском городском педагогическом институте им. В. П. Потёмкина (заведовал кафедрой), в Институте теории и истории педагогики АПН РСФСР (заведовал сектором), преподавал в Московском областном педагогическом институте и ряде других учреждений. На общественных началах (после 1945 г.) был членом Высшей аттестационной комиссии при Министерстве высшего образования СССР, членом учебно-методического сектора НКП РСФСР (позже Министерства просвещения РСФСР), членом подсекции ВОКСа и т. д.
В 1954 г. проф. Жураковский вследствие обострения гипертонии вынужден был уйти на пенсию, не прекратив, однако, своей научно-исследовательской работы.
Профессор завещал свою большую библиотеку (в 6000 томов на 8 языках) библиотеке им. Ленина, права на издание и переиздание своих произведений — народу, а личные средства профессора по его воле и распоряжению Совета Министров РСФСР были переданы на постройку детского сада в Ивантеевке Московской обл.
Скончался Г. Е. Жураковский 10 марта 1955 г. на 61 году жизни в Москве. Похоронен на Введенском кладбище (19 уч.).
Семья: жена Прасковья Иосифовна.

## Научный вклад
Научные интересы проф. Г. Е. Жураковского были довольно широки. В первые годы своей научной деятельности он выступил с рядом исследований по вопросам детского коллектива, методики преподавания обществоведения, но особенно много он работал в области истории педагогики.
Всеобщим признанием пользуются глубокие исследования Жураковского по истории античной педагогики, основанного на серьёзном изучении мировой литературы и первоисточников на греческом и латинском языках. Подобный труд был задуман и подготавливался и по истории педагогики средних веков и эпохи Возрождения, но закончить проф. Жураковскому не удалось.
Проф. Жураковский подготовил работу, посвящённую изучению жизни и деятельности Н. И. Пирогова, его роли в организации воскресных школ в России. Отдельные части этого большого исследования были напечатаны при жизни Геннадия Евгеньевича, но в целом работа осталась неопубликованной.
Ещё в 40-е годы проф. Жураковский проявлял интерес к исследованию педагогики славянских народов Польши и Чехии до эпохи империализма, сохранились материалы автора и по теме «Пути крестьянского образования в России в конце XVIII в.».
Г. Е. Жураковский уделял внимание работе по вопросам наглядности преподавания истории педагогики. Им разработана серия наглядных пособий, в частности «Настольный атлас по истории педагогики зарубежной, русской и советской», включающий 100 таблиц и методическую статью в 2,5 печатных листа.
С середины 40-х годов проф. Жураковский неоднократно возвращался к изучению детского коллектива в условиях интерната, то есть тем вопросам, которые привлекали его с теоретической и практической стороны ещё в начале педагогической деятельности. Он приступил к работе над большой монографией об А. С. Макаренко. С большим увлечением и усердием работал над этой книгой, изучал источники в московских архивах, устраивал ежегодные вечера в память А. С. Макаренко, приглашал для участия в них бывших сотрудников и воспитанников А. С. Макаренко, проводил ежегодно семинары со студентами и аспирантами по изучению теории и практики А. С. Макаренко, привлекал их к пропаганде наследства талантливого педагога в школах, клубах, на родительских собраниях и т. д. Некоторые части этой книги были обнародованы при жизни автора в разных педагогических изданиях. Но полностью книга под названием «Педагогические идеи А. С. Макаренко» (под ред. проф. Ш. И. Ганелина) вышла в изд-ве АПН РСФСР в 1963 г.
Ряд работ Геннадий Евгеньевич посвятил вопросам методики учебного процесса, организации научно-исследовательской работы в педагогических вузах, подготовки аспирантов и др.

## Основные труды
Среди трудов проф. Жураковского по данным каталога РГБ наиболее известны следующие
- Жураковский Г. Е. Очерки по истории античной педагогики / [Предисл. проф. И. Свадковского] ; Акад. пед. наук РСФСР. — [2-е изд.]. — Москва : Изд-во Акад. пед. наук РСФСР, 1963. — 510 с. : ил.; 22 см.
- Жураковский Г. Е. Очерки по истории педагогики в связи с историей классовой борьбы / Г. Е. Жураковский, препод. Киевск. ин-та нар. образ. — Киев : [б. и.], 1926 («Киевпечать», тип. № 2). — 23 см.
- Жураковский Г. Е. Из истории просвещения в дореволюционной России : [очерки] / под ред. [и с вступ. статьей] Э. Д. Днепрова. — Москва : Педагогика, 1978. — 160 с.; 20 см.
- Жураковский Г. Е. Педагогические идеи А. С. Макаренко. / Под ред. и с вводной статьёй чл.-кор. АПН РСФСР проф. Ш. И. Ганелина ; Акад. пед. наук РСФСР. — Москва : Изд-во Акад. пед. наук РСФСР, 1963. — 328 с.; 22 см.